# Campeonato Amador de Sorocaba 1921
O Campeonato de Futebol da Liga Sorocaba de Futebol de 1921 foi a primeira edição dessa competição esportiva entre clubes filiados à esta liga, e é reconhecida como a primeira edição do Campeonato Amador de Sorocaba, mais tarde conhecida como Campeonato Citadino.
Disputada entre 30 de Janeiro e 20 de Novembro daquele ano, teve o São Bento como campeão e o São Paulo Athletic na segunda colocação. O título da equipe são-bentista veio com duas rodadas de antecedência, com uma vitória sobre sobre o Paulista FC.
Nota-se que o campeonato foi abandonado pelo São Paulo Athletic, mesmo fazendo uma ótima campanha, com nenhuma derrota, para a disputa do Campeonato do Interior de 1921.
Ao todo, foram 36 jogos, com 132 gols marcados (uma média de 3,67 por jogo). Todas as partidas aconteceram no Campo do Parque Castellões, que na época pertencia ao São  Bento.

## Participantes
- Esporte Clube São Bento
- Paulista Futebol Clube
- Esporte Clube Guarany
- Esporte Clube São Paulo Athletic
- São Paulo Eletric Futebol Clube
- Esporte Clube Fortaleza
- Estrella Polar Futebol Clube

## Tabela
PRIMEIRO TURNO
- 30/01 - EC Sao Bento 6x0 Paulista FC[1]
- 06/02 - EC Guarany -X- S. Paulo Eletric (Jogo não realizado, pois o Guarany alegou que foi informado sobre o jogo apenas dois dias antes)
- 13/02 - EC S. Paulo Athletic 3x2 EC Fortaleza
- 27/02 - Paulista FC 2x4 EC Guarany
- 06/03 - S. Paulo Eletric 2x2 EC Sao Bento
- 13/03 - EC S. Paulo Athletic 3x2 EC Guarany (Abandonado pelo Guarany)
- 27/03 - Paulista FC 2x1 EC Fortaleza
- 03/04 - EC S. Paulo Athletic 3x1 S. Paulo Eletric FC
- 10/04 - EC Sao Bento 4x0 Estrella Polar FC
- 17/04 - EC Fortaleza 3x0 Estrella Polar FC
- 01/05 - EC Sao Bento 2x2 EC Guarany
- 08/05 - EC S. Paulo Athletic 1x1 Paulista FC
- 15/05 - Estrella Polar FC 4x3 S. Paulo Eletric
- 22/05 - EC S. Paulo Athletic 1x0 EC Sao Bento
- 29/05 - EC Guarany 4x1 Estrella Polar FC
- 05/06 - Paulista FC 5x0 S. Paulo Eletric
- 19/06 - EC Fortaleza 4x1 EC Guarany
- 26/06 - Paulista FC 0x1 Estrella Polar FC
- 03/07 - EC Sao Bento 5x0 EC Fortaleza
- 10/07 - EC S. Paulo Athletic 3x3 Estrella Polar FC

SEGUNDO TURNO
- 07/08 - EC Guarany 3x5 EC Fortaleza
- 14/08 - Estrella Polar FC 0x1 Paulista FC
- 21/08 - EC Sao Bento 2x2 EC S. Paulo Athletic
- 28/08 - EC Fortaleza 1x1 S. Paulo Eletric
- 04/09 - Estrella Polar FC 1x0 EC Guarany
- 11/09 - EC Sao Bento WxO S. Paulo Eletric
- 18/09 - EC Guarany 1x0 Paulista FC
- 25/09 - S. Paulo Eletric 2x2 Estrella Polar FC
- 02/10 - EC Fortaleza 2x4 EC Sao Bento
- 09/10 - S. Paulo Eletric 1x1 EC Guarany
- 16/10 - Paulista FC 2x4 EC Sao Bento (Jogo que garantiu o título ao EC São Bento)[2]
- 23/10 - Estrella Polar FC 2x2 EC Fortaleza
- 30/10 - S. Paulo Eletric 2x2 Paulista FC
- 06/11 - EC Guarany -x- EC Sao Bento (Abandonado pelo Guarany)
- 13/11 - EC Fortaleza 2x2 Paulista FC
- 20/11 - Estrella Polar FC 1x3 EC Sao Bento

## Classificação final
| 1 | São Bento          | 12 | 17 | 7 | 3 | 1 | 32 | 12 | 20  |
| 2 | São Paulo Athletic | 7  | 11 | 4 | 3 | 0 | 16 | 11 | 5   |
| 3 | Fortaleza          | 10 | 9  | 3 | 3 | 4 | 21 | 23 | -2  |
| 4 | Paulista           | 11 | 9  | 3 | 3 | 5 | 17 | 22 | -5  |
| 5 | Estrella Polar     | 11 | 9  | 3 | 3 | 5 | 15 | 25 | -10 |
| 6 | Guarany            | 11 | 8  | 3 | 2 | 4 | 16 | 19 | -3  |
| 7 | São Paulo Eletric  | 10 | 5  | 0 | 5 | 4 | 16 | 11 | -5  |
| J - Jogos; PG - Pontos ganhos; V - Vitórias; E - Empates; D - Derrotas;E - Empates;D - Derrotas; GP - Gols pró; GC - Gols contra; SG - Saldo de gols |                    |    |    |   |   |   |    |    |     |

## Premiação
| Campeão Amador de Sorocaba de 1921 |
| ---------------------------------- |
| São Bento (1º título)              |